# Lauwers

Verlauf der Lauwers in den Niederlanden

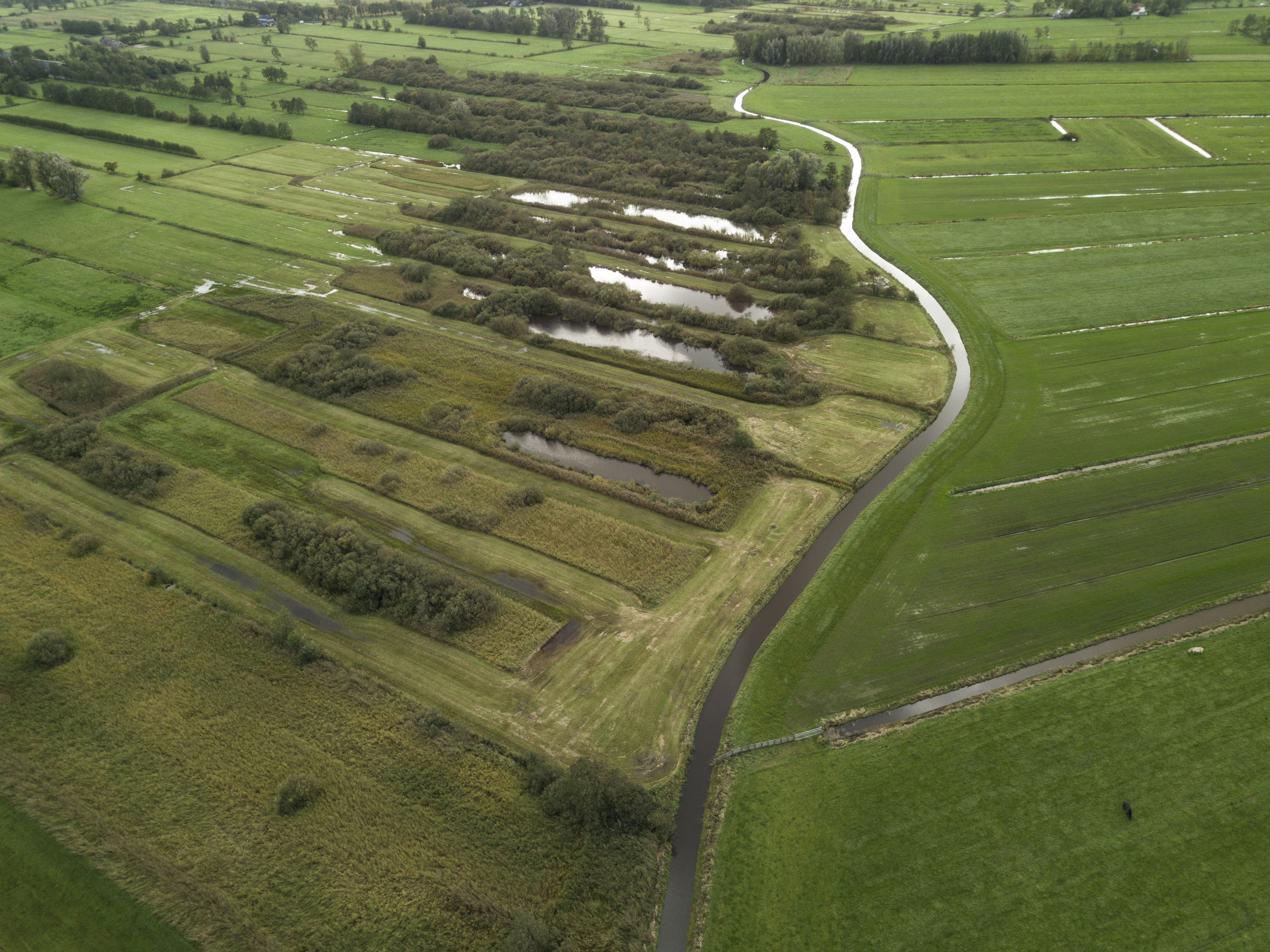
Oberlauf der Lauwers

Die Lauwers (gronings Laauwers; veraltet Laubeke oder deutsch Laubach) ist ein rund 40 Kilometer langes Flüsschen im Norden der Niederlande, das im Osten der Provinz Friesland in der Gemeinde Achtkarspelen entspringt, im weiteren Verlauf nach Norden fließt und die Grenze zur Provinz Groningen bildet bis zum Dorf Munnekezijl (Gemeinde Noardeast-Fryslân). Hier wird das Gewässer in einen Kanal  (Munnekezijlsterried) gefasst, der das Wasser der Lauwers am Dorf Lauwerzijl (Gemeinde Westerkwartier) vorbei und neben das Groninger Reitdiep führt, mit dem es nahe Zoutkamp über das Zoutkamperril in das Lauwersmeer mündet, die vormalige Lauwerszee im Nationalpark Lauwersmeer.

## Verlauf

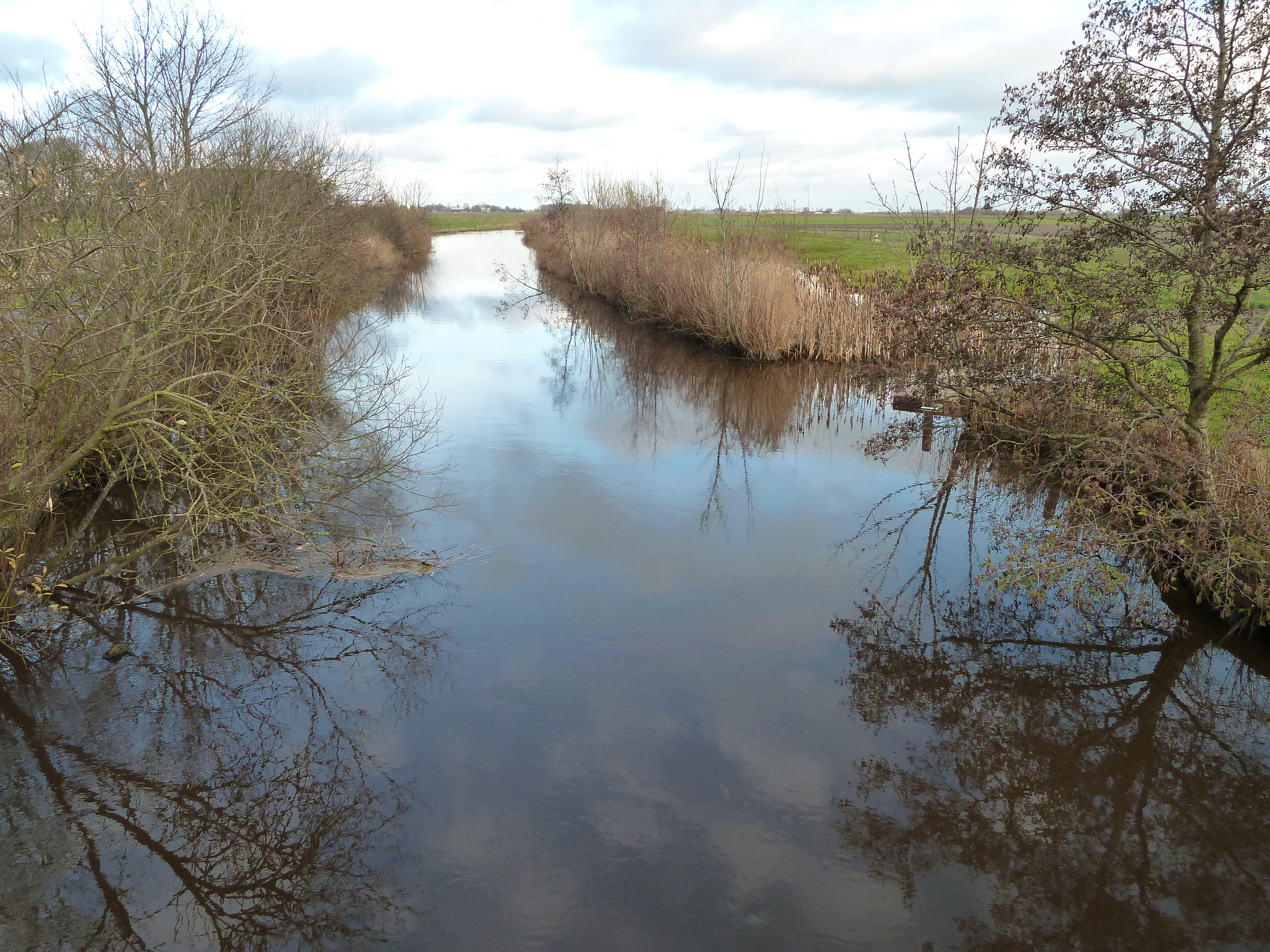
Die Alde Lauwers im Lauf nach Norden – sie stellt die Provinzgrenze dar: links ist Friesland, rechts Groningen.

Die Quelle der Lauwers liegt südöstlich der Ortschaft Surhuisterveen (westfriesisch Surhústerfean) in der Gemeinde Achtkarspelen der niederländischen Provinz Friesland. Nach wenigen Kilometern bildet das in Richtung Norden fließende Flüsschen die Grenze zwischen den Provinzen Friesland und Groningen. Bei der Ortschaft Gerkesklooster-Stroobos kreuzt die Lauwers den Prinses-Margriet-Kanal beziehungsweise den Van Starkenborghkanaal. Beim Ort Munnekezijl der friesischen Gemeinde Noardeast-Fryslân wird das Wasser der Lauwers in das Munnekezijlsterried gefasst und fließt in diesem Kanal ein Stück durch die Provinz Groningen. Vorbei am Ort Lauwerzijl der Gemeinde Westerkwartier wird das kanalisierte Gewässer zunächst neben das Reitdiep geführt. Nach Passage der sogenannten Friesche sluis („Friesische Schleuse“) bei Zoutkamp fließt das Wasser von Lauwers und Reitdiep gemeinsam über das Zoutkamperril in das heutige Lauwersmeer, vormals die offene Lauwerszee, im Nationalpark Lauwersmeer.

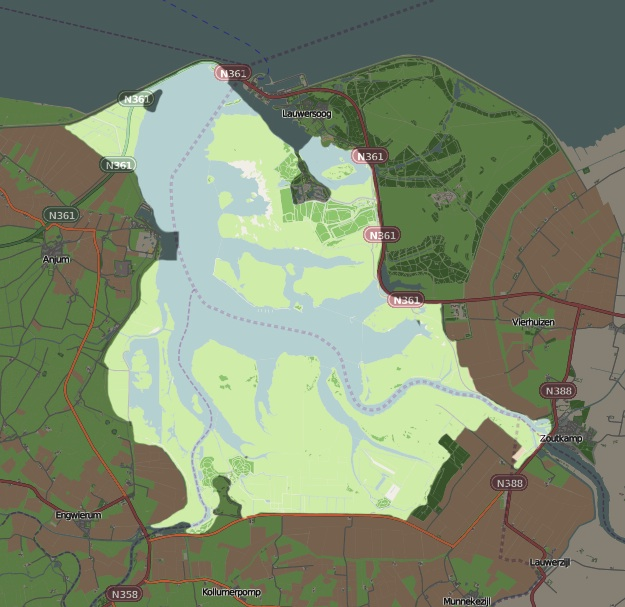
Das Wasser der Lauwers fließt in die vormals offene Mündungsbucht (Lauwerszee) im Nationalpark Lauwersmeer (dessen Bereich aufgehellt ist)

Die Mündung der Lauwers in die Nordsee wurde durch eine Sturmflut Ende des 13. Jahrhunderts weit landeinwärts verschoben, womit als flache ausgeweitete Bucht des Wattenmeers die sogenannte Lauwerszee entstand. Nach der Flutkatastrophe von 1953 wurde deren Abdeichung beschlossen und 1969 der 13 km lange abschließende Deich mit drei Sielbauten fertiggestellt; durch den mittleren Durchlass verläuft die Grenze zwischen den Provinzen. Erst nach Abschluss des Ästuars der Lauwerszee zum sogenannten Lauwersmeer entstand auf groningscher Seite der Ort Lauwersoog nahe dem bei der Schiffsschleuse neuangelegten Hafen. Von hier besteht eine Fährverbindung zur nahegelegenen  westfriesischen Insel Schiermonnikoog. Zwischen ihr und den östlich benachbarten Inseln Rottumerplaat und Rottumeroog liegt eine Vertiefung, die als Strömungsrinne in Verlängerung des früheren Verlaufs der Lauwers im Wattenmeer angesehen werden kann und den gleichen Namen trägt.

## Historische Bedeutung
Die Lauwers gilt als historische Grenze zwischen dem westlichen und dem östlichen Friesland. Der Fluss wird schon im 8. Jahrhundert in der Lex Frisionum an mehreren Stellen als Laubachi bei der Abgrenzung von Gebieten der Friesen erwähnt. Insbesondere grenzt das Gewässer bei der Aufteilung des damaligen Friesiens in Geltungsbereiche den östlichen von weiter westlich gelegenen ab. Dieser Grenzfluss westlauwerscher und ostlauwerscher Frieslande heißt in anderen frühmittelalterlichen Quellen Lagbeki, Labeki oder Loveke. Noch heute markiert die Lauwers in ihrem Verlauf die Grenze zwischen der jetzigen niederländischen Provinz Friesland – nicht zu verwechseln mit dem historischen Friesland – und der Provinz Groningen. Die Selbstbezeichnung der Friesen der Provinz Friesland lautet bis heute Westlauwers'sche Friesen.